# Вулиця Миколи Міхновського (Чернігів)
Вулиця Миколи Міхновського — вулиця в Деснянському районі міста Чернігів. Пролягає від вулиці Фікселя до вулиці 1 Травня.
Перетинають вулиці Північна, Київська, Соснова, прилягає Курганний провулок.

## Історія
Думська вулиця — через права власності думи на дану землю — була прокладена в перші роки 20 століття на ділянці землі, яка належала міській думі. Була забудована індивідуальними будинками.
1927 Думська вулиця без обговорень перейменована комуністичною окупаційною владою на Таращанську вулицю — на честь військового формування, що брало участь в інтервенції Росії до УНР - Таращанського полку.
12 лютого 2016 вулиця отримала сучасну назву — на честь українського адвоката, політичного і громадського діяча Миколи Міхновського, згідно з Розпорядженням міського голови В. А. Атрошенка Чернігівської міської ради № 46-р «Про перейменування вулиць та провулків міста»

## Забудова
Вулиця прокладена в східному напрямку — від річки Стрижень. Парна та непарна сторони вулиці зайнята садибною забудовою.